# Warstwa wodonośna

Przekrój warstwy wodonośnej

Warstwa wodonośna, aquifer, wodonosiec – powstała w sposób naturalny, lub ewentualnie utworzona sztucznie, podpowierzchniowa warstwa lub warstwy skał lub inny poziom geologiczny o wystarczającej porowatości i przepuszczalności, które umożliwiają znaczący przepływ wód podziemnych lub pobór znaczących ilości wód podziemnych. Jest to pojęcie z zakresu hydrodynamiki podziemnej, inżynierii złożowej i hydrogeologii.
Warstwa wodonośna zasilana jest w sposób naturalny z opadów atmosferycznych i częściowo dopływ wód podziemnych z innych warstw wodonośnych, a opróżniana (drenowana) w sposób naturalny poprzez wody powierzchniowe, bądź też zasilana i opróżniana sztucznie poprzez studnie zatłaczające lub studnie pompujące (głębinowe).

## Własności
Aquifery (wodonośce) stanowią wielkie podziemne zbiorniki wodne wypełniające przestrzeń porową skał porowatych lub też przestrzeń szczelinową skał szczelinowych. Woda zawarta w aquiferach ma charakter słabo zmineralizowanej wody pitnej, lub też, na większych głębokościach, pozostaje zasolona. Za kolektory aquiferów uznaje się jedynie takie ośrodki skalne, które posiadają odpowiednio dużą przepuszczalność, aby woda mogła być z nich wydobyta, lub też do nich zatłoczona.
Niemal zawsze poziome wymiary aquifera są co najmniej dwa rzędy wielkości większe od jego wymiaru pionowego. Wiąże się to z lokalizacją aqiferów w przepuszczalnych warstwach porowatych (szczelinowych) o niezbyt na ogół dużych miąższościach (np. piaskowcach lub luźnych piaskach).
Granice warstw wodonośnych nie są na ogół precyzyjnie określone. Zmieniają się one bowiem pod wpływem warunków hydrologicznych. Spodnią (spągową) granicę aquifera stanowi skalna warstwa nieprzepuszczalna. Wierzchnią (stropową) granicę aquifera zlokalizowanego na większych głębokościach stanowi nadlegająca nad nim inna skalna warstwa nieprzepuszczalna. Natomiast w przypadku płytko zalegających aquiferów ich górną granicę stanowić może powierzchnia ziemi lub też powierzchnia freatyczna.
Aquifery zasilane są w sposób naturalny poprzez dopływy wód podziemnych, lub też wód powierzchniowych (opady atmosferyczne, przecieki z rzek i jezior). Naturalne opróżnianie aquiferów następuje poprzez źródła powierzchniowe lub odpływy podziemne. Aquifery mogą też być zasilane lub częściowo opróżniane w sposób sztuczny poprzez systemy studzien i odwiertów.
Objętość wody zawartej w aquiferze {\displaystyle V_{a}} wyraża się wzorem:
{\displaystyle V_{a}=\int \limits _{\Omega }\phi (x,y,z)dV}
gdzie {\displaystyle \phi (x,y,z)} jest lokalną porowatością warstwy porowatej w punkcie o współrzędnych {\displaystyle (x,y,z),} a całkowanie rozciąga się na cały obszar tej warstwy {\displaystyle \Omega .} Niekiedy, zwłaszcza w aquiferach o większym ciśnieniu złożowym zachodzi konieczność modyfikacji powyższej formuły poprzez wprowadzenie współczynnika objętościowego (ang. bulk volume factor).
Ruchy wód złożowych w aquiferach mają zazwyczaj charakter przepływów poziomych. Powszechnie przyjmuje się, że podlegają one formule Darcy’ego wiążącej w sposób liniowy prędkość filtracji z gradientem ciśnienia.
Charakteryzuje się stosunkowo dużym współczynnikiem filtracji. Najczęściej dla warstw wodonośnych wynosi on ponad 10−4 m/s, czyli >0,36 m/h; tak wysoki współczynnik filtracji mają szczególnie grunty piaszczyste i żwirowe, a także ośrodki szczelinowe (masywy skalne z drożnymi szczelinami). Warstwa wodonośna od dołu ograniczona jest osadami (warstwami) nieprzepuszczalnymi lub trudnoprzepuszczalnymi dla wody.
Pod względem ciśnienia gromadzonej wody rozróżnia się warstwy wodonośne o zwierciadle wody swobodnym i warstwy wodonośne o zwierciadle wody napiętym. Jest to głównie woda gruntowa.
W przypadku warstw wodonośnych występujących bezpośrednio pod powierzchnią terenu, kiedy poziom wód podziemnych jest zbyt płytki powstają bagna (mokradła). Kiedy poziom wód podziemnych takich warstw podniesie się ponad powierzchnię terenu, powstają źródła lub wycieki, młaki, wysięki (lub zbiorniki wód powierzchniowych stojących o dopływie podziemnym). Źródła mogą się również pojawić, gdy warstwa jest odizolowana od powierzchni ziemi, lecz zwierciadło wód jest napięte – wody występują pod ciśnieniem i wypływ nastąpi w momencie jakiegokolwiek przebicia warstwy nieprzepuszczalnej.

## Rodzaje aquiferów

### Aquifer ciśnieniowy
Jeśli cała przestrzeń porowa ośrodka porowatego wypełniona jest wodą, wówczas ruch wody ma charakter przepływu ciśnieniowego, a aquifier nazywany jest wówczas aquiferem pracującym w reżimie ciśnieniowym lub krótko aquifierem ciśnieniowym (ang. confined aquifier lub pressure aquifier). Auqifiery tego typu występują powszechnie na większych głębokościach.

### Aquifer freatyczny
Jeśli tylko część przestrzeni porowej ośrodka porowatego wypełniona jest wodą a pozostała część jest pusta, a ściślej wypełniona powietrzem, wówczas ruch wody ma charakter przepływu freatycznego (tj. przepływu ze swobodnym lustrem wody), a aquifer nazywany jest wówczas aquiferem pracującym w reżimie freatycznym lub krótko aquiferem freatycznym (ang. unconfined aquifer lub phreatic aquifer). Górny brzeg takiego aquifera tworzy powierzchnia freatyczna. Auqifery tego typu występują na niewielkich głębokościach, często w sąsiedztwie powierzchni ziemi.

### Aquifer artezyjski
Jest to aquifer ciśnieniowy, w którym wysokość powierzchni piezometrycznej jest wyższa niż wysokość powierzchni ziemi. Z odwierconej z powierzchni ziemi studni sięgającej stropu takiego aquifera woda wypływa wówczas samoczynnie.